# 马尔萨
马尔萨（法語：Marsat，法語發音：[maʁsa]）是法国多姆山省的一个市镇，位于该省中北部，属于里永区。

## 地理
马尔萨（45°52'35"N, 3°4'54"E）面积4.08 平方千米，位于法国奥弗涅-罗讷-阿尔卑斯大区多姆山省，该省份为法国中南部省份，北起阿列省接壤，东临卢瓦尔省，南至上盧瓦爾省和康塔爾省，西接科雷兹省和克勒兹省。
与马尔萨接壤的市镇（或旧市镇、城区）包括：沙托盖、马洛扎、莫扎克、里永。

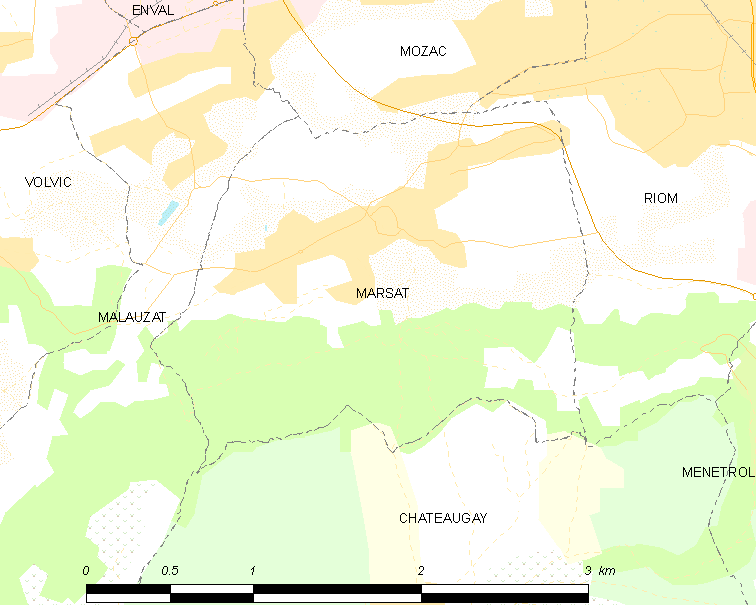
马尔萨的OSM定位图

马尔萨的时区为UTC+01:00、UTC+02:00（夏令时）。

## 行政
马尔萨的邮政编码为63200，INSEE市镇编码为63212。

## 政治
马尔萨所属的省级选区为沙泰勒吉永县。

## 人口

1962-2008年间马尔萨人口变化图示

马尔萨于2022年1月1日时的人口数量为1452人。